# Poręba (województwo lubuskie)
Poręba (niem. Rosenthal Hauland, dawniej Olędry Róża) – wieś w Polsce położona w województwie lubuskim, w powiecie międzyrzeckim, w gminie Przytoczna.
W latach 1975–1998 miejscowość położona była w województwie gorzowskim.

## Zabytki
Do wojewódzkiego rejestru zabytków wpisany jest:
- leśniczówka, z połowy XIX wieku.